# Cheonmasan
Cheonmasan (koreanska: 천마산) är ett berg i Sydkorea.   Det ligger i provinsen Gyeonggi, i den norra delen av landet, 29 km öster om huvudstaden Seoul. Toppen på Cheonmasan är 810 meter över havet, eller 432 meter över den omgivande terrängen. Bredden vid basen är 14,5 km.
Terrängen runt Cheonmasan är huvudsakligen kuperad. Runt Cheonmasan är det mycket tätbefolkat, med 1 018 invånare per kvadratkilometer. Närmaste större samhälle är Hwado, 4,3 km sydost om Cheonmasan. I omgivningarna runt Cheonmasan växer i huvudsak blandskog.